# Simulcast
Simulcast, abreviação de simultaneous broadcast no inglês, ou "transmissão simultânea" no português, refere-se aos programas ou eventos de difusão em mais de um meio, ou mais de um serviço ao mesmo tempo. Por exemplo, um canal pode transmitir ao mesmo tempo um programa nos sinais em SD e HD, deixando o logotipo um pouco mais no centro da imagem.